# Parapimelodus nigribarbis
Parapimelodus nigribarbis es una especie de pez de la familia Pimelodidae en el orden de los Siluriformes. Es endémica de la ecorregión de agua dulce laguna dos Patos.

## Morfología
Los machos pueden llegar alcanzar los 18,6 cm de longitud total.

## Hábitat
Es un pez de agua dulce y de clima templado.

## Distribución geográfica
Se encuentran en Sudamérica:  cuenca de Laguna dos Patos (Brasil ).